# Stanislav Danko
Stanislav Danko (sinh 17 tháng 3 năm 1994) là một cầu thủ bóng đá Slovakia thi đấu cho MFK Zemplín Michalovce ở vị trí tiền vệ.

## Danh hiệu
Danko giành chức vô địch DOXXbet liga 2014–15 cùng với MFK Zemplín Michalovce.

## Sự nghiệp câu lạc bộ
Danko sinh ra ở Michalovce ở Slovakia.